# Бязрова, Жанна Гурамовна
Жанна Гурамовна Бязрова (род. 23 мая 1994, Норильск, Красноярский край, Российская Федерация) — российская баскетболистка, выступает в амплуа защитника. Неоднократный призёр многих международных соревнований в составе сборной России в различных возрастных категориях.

## Биография
Начала заниматься баскетболом с 7 лет, является воспитанницей Норильской ДЮСШ. В 2009 году в составе сборной Красноярского края баскетболистка заняла первое место в Финале России среди девушек 1994 года рождения, при этом она была признана самым результативным игроком по итогам сезона.
В 2010 году была приглашена в кадетскую сборную России, которая выступала в розыгрыше чемпионата Европы в Греции. Сыграла в 8 играх первенства и завоевала «золотую» медаль Европы.
В 2011 году баскетболистка участвует в первом официальном чемпионате мира уличного баскетбола 3х3 среди девушек не старше 18 лет. В итальянском Римини сборная Россия заняла 10-е место. 
На следующий год завоевала серебряную медаль на юниорском чемпионате Европы, сыграв во всех 9 играх.
В сезоне 2012/13 дебютирует за основную команду «Енисей» в Суперлиге (21 матч). После окончания сезона в подэлитном дивизионе Бязрова участвует в юниорском чемпионате мира в Литве (5 игр).
Сезон 2013/14 проводит в турнирах Ассоциации студенческого баскетбола, выступая за команду Сибирского Федерального Университета. В 2016 году окончила Институт управления бизнес-процессами и экономики Сибирского федерального университета.

## Достижения
- Чемпион Европы среди кадеток: 2010
- Серебряный призёр чемпионата Европы среди юниорок: 2012